# Ben Lamb
Ben Lamb (Exeter, 24 de enero de 1989) es un actor inglés. Es conocido por interpretar a Anthony Rivers en The White Queen, a Owen Case en Now You See Me 2, y a Richard en A Christmas Prince y A Christmas Prince: The Royal Wedding y A Christmas Princeː The Royal Baby.

## Biografía

### Educación
Nacido en Exeter, Devon, fue educado en la Dragon School, Oxford, y en el Eton College, en Berkshire, donde era becado. 

### Carrera
Lamb comenzó su carrera profesional en la ópera antes de unirse al Teatro Nacional Juvenil, actuó en 20 Cigarettes.
En 2013 interpretó a Anthony en The White Queen  y, en 2014, a Edward en Divergent.
Junto a su carrera cinematográfica, ha actuado en teatro, interpretando a Lorenzo en The Merchant of Venice  en Shakespeare's Globe, junto a Jonathan Pryce, y Malcolm en Young Vic 's Macbeth .
En 2017, fue elegido para el papel principal de A Christmas Prince  lanzada por Netflix. Un año más tarde volvió a interpretar a ese personaje en la secuela, A Christmas Princeː The Royal Wedding y en las próximas Swords & Sceptres .

## Filmografía

### Películas
| Año  | Título                                | Personaje        | Notas  |
| ---- | ------------------------------------- | ---------------- | ------ |
| 2014 | Divergente                            | Edward           |        |
| 2015 | Insurgente                            | Edward           |        |
| 2017 | A Christmas Prince                    | Príncipe Richard |        |
| 2018 | A Christmas Princeː The Royal Wedding | Rey Richard      |        |
| 2019 | A Christmas Princeː The Royal Baby    | Rey Richard      | [ 15 ] |

### Televisión
| Año  | Título          | Personaje                             | Notas |
| ---- | --------------- | ------------------------------------- | ----- |
| 2014 | The White Queen | Anthony Woodville, II Conde de Rivers |       |